# 5357 Sekiguchi
5357 Sekiguchi eller 1992 EL är en asteroid i huvudbältet som upptäcktes den 2 mars 1992 av de båda japanska astronomerna Kazuro Watanabe och Tetsuya Fujii vid Kitami-observatoriet. Den är uppkallad efter japanen Tomohiko Sekiguchi.
Asteroiden har en diameter på ungefär 13 kilometer och den tillhör asteroidgruppen Eos.